# Chagnulf
Chagnulf, également Chainulfus (né vers 598 et mort en 641 à Augers-en-Brie) était un noble franc et, sous la domination des Mérovingiens, Comes dans le Pagus Meldensis autour de la ville principale de Meaux.

## Biographie
L'existence de Chagnulf n'est pas seulement mentionnée nommément dans la chronique de Fredegar et dans la Vita Faronis d'Hildegar von Meaux, mais aussi par plusieurs documents mérovingiens.
Chagnulf est né dans la partie franque de l'Austrasie, probablement sur le domaine de Villa Pipimisiacum, aujourd'hui Poincy. Il était un des fils de Chagneric, Comes dans le Pagus Meldensis autour de la ville principale de Meaux, et de sa femme Leudegundis. Chagnulf est issu de la famille noble des Burgundofarones, considérée comme la famille la plus remarquable de la classe dirigeante austrasienne jusqu'à la montée des Pippinides et des Arnulfingen, et était liée aux clans des Agilolfingering et des Waltriche.
Par un privilège du roi des Francs Dagobert Ier, Chagnulf aurait été nommé fonctionnaire du Pagus Meldensis le 1er octobre 635 - mais il faut supposer qu'il avait déjà repris l'Office des Comes peu après la mort de son père en l'an 633. Avec le Comitat, Chagnulf s'opposa âprement à l'intendant neustrien Aegas, qui exerça des pressions sur l'abbaye de Faremoutiers, fondée par sa sœur Burgundofara. L'une des raisons des empiètements des Aegas sur la propriété et les moines de l'abbaye se trouve dans leur lien religieux étroit avec le monastère de Luxeuil - la Vita sancti Columbani de Jonas von Bobbio désigne expressément Aegas comme l'un des principaux adversaires du Communauté monastique bourguignonne. Cependant, la principale raison de la querelle entre les factions nobles peut être trouvée dans le fait que le père de Chagnulf, Chagneric, fut tué par le roi Chlothar II. Son domaine fut alors transféré en Brie. Aegas tenta probablement d'inverser cet accaparement des possessions neustriennes par le clan austrasien des Burgundofarones par ses attaques répétées contre l'abbaye familiale des Faremoutiers.
Comme les attaques de l'intendant neustrien contre l'abbaye ne se calmèrent pas au cours des années suivantes, Chagnulf profita d'une réunion de la noblesse neustrienne à Augers-en-Brie en 641 pour porter des accusations contre Aegas. Dans le cadre de cette audience appelée Mallus , le gendre d'Aegas, Ermenfred, tua Chagnulf d'un coup d'épée.
L'assassinat de Chagnulf pendant le Mallus conduit ensuite à une grave dispute entre Ermenfred et les Burgundofarones. Depuis la mort de son beau-père Aegas la même année, Ermenfred n'avait plus aucun soutien significatif parmi les grands de Neustrie. Cette circonstance et le soutien ouvert des proches de Chagnulf par Nantechild, la veuve du roi Dagobert Ier, ont finalement entraîné la fuite du meurtrier de Chagnulf à Reims en Austrasie voisine afin d'échapper à la vendetta des Burgundofarones.

## Fratrie
Chagnulf avait quatre frères et sœurs :
- Chagnoald (avant 627-avant 633/34 évêque de Laon )
- Burgundofaro (Referendar Dagobert I. Après 633-vers 672 évêque de Meaux et là fondateur du monastère de St-Faron)
- Burgundofara (fondatrice de l'abbaye de Faremoutiers, † après 633/34)
- Agnetrad († après 633/34)